# Рејнсберг (Пенсилванија)
Рејнсберг (енгл. Rainsburg) град је у америчкој савезној држави Пенсилванија.

## Демографија
По попису из 2010. године број становника је 133, што је 13 (-8,9%) становника мање него 2000. године.
| Група             | 2000.        | 2010.       |
| Белци             | 146 (100,0%) | 128 (96,2%) |
| Афроамериканци    | 0 (0,0%)     | 0 (0,0%)    |
| Азијати           | 0 (0,0%)     | 0 (0,0%)    |
| Хиспаноамериканци | 0 (0,0%)     | 4 (3,0%)    |
| Укупно            | 146          | 133         |